# ولسوالی اندر
ولسوالی اندر یکی از ۱۹ ولسوالی ولایت غزنی، به مرکزیت شهرک میری در جنوب خاوری افغانستان است. اندر از ولسوالی‌های درجه سوم ولایت غزنی بوده، ۷۷۴ کیلومترمربع مساحت دارد و جمعیت آن در سال ۱۳۹۹ حدود ۱۴۰٬۹۶۳ نفر می‌باشد.
این ولسوالی در همسایگی با ولسوالی‌های قره‌باغ، ولایت غزنی و جغتو، ولایت غزنی واقع است.
| داده‌های اقلیم اندر      | داده‌های اقلیم اندر | داده‌های اقلیم اندر | داده‌های اقلیم اندر | داده‌های اقلیم اندر | داده‌های اقلیم اندر | داده‌های اقلیم اندر | داده‌های اقلیم اندر | داده‌های اقلیم اندر | داده‌های اقلیم اندر | داده‌های اقلیم اندر | داده‌های اقلیم اندر | داده‌های اقلیم اندر | داده‌های اقلیم اندر |
| ماه                     | ژانویه             | فوریه              | مارس               | آوریل              | مه                 | ژوئن               | ژوئیه              | اوت                | سپتامبر            | اکتبر              | نوامبر             | دسامبر             | سال                |
| ----------------------- | ------------------ | ------------------ | ------------------ | ------------------ | ------------------ | ------------------ | ------------------ | ------------------ | ------------------ | ------------------ | ------------------ | ------------------ | ------------------ |
| میانگین بیش‌ترین °C (°F) | ۲ (۳۶)             | ۶ (۴۳)             | ۱۹ (۶۶)            | ۲۹ (۸۴)            | ۳۹ (۱۰۲)           | ۴۴ (۱۱۱)           | ۴۴ (۱۱۱)           | ۴۳ (۱۰۹)           | ۳۹ (۱۰۲)           | ۳۲ (۹۰)            | ۲۰ (۶۸)            | ۹ (۴۸)             | ۲۷٫۲ (۸۰٫۸)        |
| میانگین کم‌ترین °C (°F)  | −۱۱ (۱۲)           | −۷ (۱۹)            | −۲ (۲۸)            | −۴ (۲۵)            | ۱۰ (۵۰)            | ۱۴ (۵۷)            | ۱۶ (۶۱)            | ۱۵ (۵۹)            | ۱۰ (۵۰)            | ۳ (۳۷)             | −۵ (۲۳)            | −۹ (۱۶)            | ۲٫۵ (۳۶٫۴)         |
| بارندگی میلی‌متر (اینچ)  | ۲۷ (۱٫۰۶)          | ۹۳ (۳٫۶۶)          | ۸۳ (۳٫۲۷)          | ۷۷ (۳٫۰۳)          | ۷ (۰٫۲۸)           | ۴ (۰٫۱۶)           | ۲ (۰٫۰۸)           | ۹ (۰٫۳۵)           | ۹ (۰٫۳۵)           | ۲۶ (۱٫۰۲)          | ۱۹ (۰٫۷۵)          | ۸ (۰٫۳۱)           | ۳۶۴ (۱۴٫۳۲)        |
| منبع: Climate-Data.org  |                    |                    |                    |                    |                    |                    |                    |                    |                    |                    |                    |                    |                    |